# Vișeu de Jos
Vișeu de Jos là một xã thuộc hạt Maramureș, România. Dân số thời điểm năm 2002 là 5291 người.